# Japán irodalom

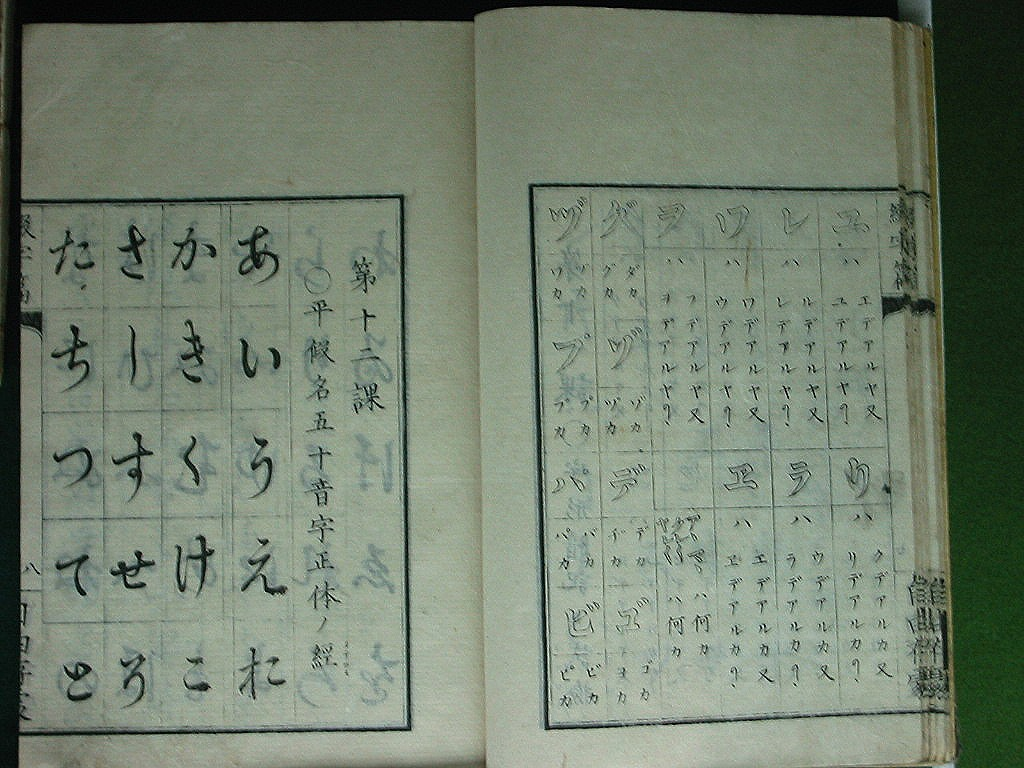
1873-syougakukanazukai

A japán irodalom mintegy másfélezer évet ölel fel. A régi Japánra nagy hatással volt a Kínával és a kínai irodalommal való kulturális érintkezés. A Japánban készült irodalmi művek gyakran klasszikus kínai nyelven íródtak, és a kínai hatás egészen a modern kor kezdetéig jelentős maradt; ugyanakkor a japán irodalom hamar kialakította saját, jellegzetes stílusát, nemzeti témáit. Amikor Japán a 19. században megnyitotta kapuit a nyugati kereskedelem felé, a japán írók megismerkedtek a modern nyugati irodalmakkal, amelyek hatása egészen a mai napig megfigyelhető.

## Története
A japán irodalmat négy fő korszakra szokás felosztani: korai, klasszikus, feudális kori és modern japán irodalom.
- A japán ókor (Kodai, 250–1185) az európai ókor fogalmától eltérően nagyjából az európai kora középkor és haladó középkor időszakával esik egybe. E korszak irodalmát két fő szakaszra oszthatjuk:
  - Korai japán irodalom (7–8. század)
  - Klasszikus japán irodalom (9–12. század)
- Japán feudális kora, a sógunátus korszaka, amely az európai késő középkortól a 19. század közepéig tartó hosszú időszakot öleli fel.
Ezt két korszakra oszthatjuk: japán középkor (Csuszei, 1185–1603) és Edo-kor (1603–1868).
- A japán modern kor a Meidzsi-restaurációtól (1868) egészen máig tart. Erre a korszakra esik a modern japán irodalom kibontakozása.

Lásd még: Japán történelme

### Korai japán irodalom (794-ig)
A Kínából származó kandzsi írás átvételével született meg Japánban az írásbeliség. Ezelőtt nem létezett írásrendszerük. Először ezeket a kínai írásjegyeket használták japán mondattani formákkal, míg az irodalmi nyelv továbbra is a klasszikus kínai volt. Ennek eredményeképpen ezek a mondatok kínainak tűntek írásuk szerint, ám a japán fonetika szerint kellett őket olvasni. 
Ezután a folyamatosan átvett kínai írásjelekből született meg a japán manjógana, a kana írásrendszer legkorábbi formája.
Japán legkorábbi teljes írott emlékének a 604-ből származó 17 cikkelyes alkotmány tekinthető, amelyet Sótoku hercegnek tulajdonítanak. A kínai nyelvű szöveg konfuciánus–buddhista szellemiségű erkölcsi útmutató az udvari tisztségviselők számára.
A legkorábbi japán nyelvű szépirodalmi művek a Nara-korban születtek. Ezek közé tartozik a Kodzsiki (712, „Régi idők feljegyzései”), mely Japán mitológiájának és legendás történelmének krónikája és a Nihongi (720, „Japán krónikája”), mely kevésbé történelmi tényeken alapuló írás. A sok kínai nyelvű részt is tartalmazó mitologikus elbeszélések több ciklust alkotnak: a Jamato-ciklus középpontjában a napistennő, Amateraszu Ómikami áll, az Izumo-ciklus főhőse pedig Szuszanoo, Amateraszu bátyja, akit az istenek világából büntetésből a földre küldenek, s így az emberi nem őse lesz. A Kodzsiki és Nihongi mítoszai nem szépirodalmi alkotások (mint más népekéi, például a görög eposzok és drámák), hanem megírásuk elsőrendű célja politikai volt: a császári ház napistenig visszavezethető geneológiáját hivatottak igazolni, hogy a társadalom vezető nemzetségeinek nagyobb tekintélyt szavatoljanak.
A japán szépirodalom első mérföldköve a Manjósú (Tízezer levél; 759 után) c. költészeti antológia, mely mintegy 4500 verset tartalmaz; korábbi évszázadokban született dalokat is. Formája szerint legtöbbjük vaka: ötsoros, 5-7-5-7-7, azaz összesen 31 szótagból álló vers, de igazi remekműnek az a 260 „csóka” (hosszú dal) számít, mely akár 150 5 vagy 7 szótagú sorból is állhat, és egy vagy több „hanka” (záróformula) fejezi be. Ez a szabadabb forma lehetőséget adott a költőknek, hogy megénekelhessék a rövid dalban kifejezhetetlen témákat: hozzátartozóikért érzett gyászukat, a császári ház dicsőségét vagy egy aranylelőhely felfedezésén érzett örömüket. Modern kutatások szerint a csóka tisztító halotti szertartásokban gyökerezik: a halott háborgó szellemét csendesítették le érdemeinek felsorolásával és annak ígéretével, hogy sohasem merül feledésbe.
A gyűjtemény legnagyobb költője Kakinomoto no Hitomaro volt, de kiemelkedtek Ótomo no Tabito és Ótomo no Jakamocsi (valószínűleg az antológia szerkesztője), valamint Jamanoue no Okura is. Az arisztokrata költőkéin kívül a gyűjtemény közrendűek tollából is tartalmaz verseket.

### Klasszikus japán irodalom (794–1185)
A klasszikus japán irodalom a Heian-kor (794-1185) irodalmára vonatkozik, melyet „aranykorként” is szokás emlegetni. Bár az arisztokrata költészet ekkoriban elsősorban kínai nyelvű volt, a kana fonetikus szótagírás feltalálása rendkívüli mértékben felpezsdítette a japán nyelvű irodalmat. Az új írás feltalálását a hagyomány Kúkai (ismertebb nevén Kóbó daisi) buddhista szerzetesnek tulajdonítja.
905-ben Ki no Curajuki és mások összeállították az első japán (kana) nyelvű költészeti antológiát, a Kokinsút (Régi és modern idők gyűjteménye). Ez 1111 verset tartalmaz; jellemzőjük a különleges érzékenység és a hangzás szépsége, de e hibátlanul csengő miniatűr költemények kevésbé változatosak, mint a Manjósúban összegyűjtött művek. E költők – és a később összeállított antológiák udvari költői – számára az eredeti hang kevésbé volt fontos, mint a nyelv és a hangzás tökéletessége. A Kokinsú korának legnagyobb költői: Ono no Komacsi, Isze úrhölgy, Arivara no Narihira és az összeállító, Ki no Curajuki.
A következő történelmi korszakban császári parancsra még 15 költői antológiát állítottak össze, közülük a leghíresebb a Fudzsivara no Szadaie szerkesztette Sinkokinsú („Régi és modern idők új gyűjteménye”; 1205 k.). Az antológia költői szimbolikus értelmet tulajdonítanak a szemmel látható dolgoknak. Az iroha költemény szintén ebben a korszakban íródott, mely a japán nyelv szótagolása miatt vált fontossá.
A 11. század elején Muraszaki Sikibu megírja a japán és többek szerint az egész világirodalom első regényét, a Gendzsi szerelmeit.

### A japán középkor irodalma (1185–1600)
A japán középkor irodalmára nagy hatással volt a zen buddhizmus, amikor papok, utazók és aszkéta költők voltak az első számú szerzők. Ebben az időszakban számos polgárháború zajlott az országban, mely egy katonai osztály, a szamurájság megjelenéséhez, majd ezt követően háborús krónikák és történetek kialakulásához vezetett. A művek többsége elmélyülten foglalkozik az élet és a halál gondolatával, az egyszerű életmóddal és az ölés általi megdicsőüléssel. Az egyik ilyen mű a Heike monogatari (első ismert kiadás: 1371), krónika a Minamoto és a Taira klánok közti háborúskodásról, a 12. századi Japán irányításáért vívott küzdelemről. Fontos megemlíteni még Kamo no Csómei „Hódzsóki” (1212) és Josida Kenkó „Curezuregusza” (1330 k.) című esszéjét.
A 14–15. században virágzott fel a plebejus költészet, és új forma váltotta fel a tankát, a „renga” (láncvers). A kezdetben frissebb hangú, kötetlenebb, egymásba kapcsolódó rövid strófák szabályai az évszázadok során megmerevedtek, mindazonáltal a nagy 15. századi renga-költő, Szógi és társai láncversei váratlan lírai fordulatokkal tűnnek ki, láncszemről láncszemre haladva, akár az úszó hajóról szemlélt változatos táj egymást követő képei.

## Jelentősebb szerzők és művek

### Korai és klasszikus irodalom
- Ótomo no Jakamocsi (szerk.) (717–785): Manjósú
- Szei Sónagon (966 körül–10??): Párnakönyv
- Muraszaki Sikibu (973 körül–1025 körül): Gendzsi szerelmei

### Feudális kori irodalom
- Josida Kenkó (1283 körül–1352): Curezuregusza
- Heike monogatari (1240 körül)
- Ihara Szaikaku (1642–1693)
- Macuo Basó (1644–1694)
- Csikamacu Monzaemon (1653–1725)
- Ueda Akinari (1734–1809)
- Szantó Kjóden (1761–1816)
- Dzsippensa Ikku (1765–1831)
- Takizava Bakin (1767–1848)
- Edo Meiso Zue (1834)
- Hokuecu szeppu (1837)

### Modern irodalom
- Mori Ógai (1862–1922)
- Ozaki Kójó (1867–1903)
- Nacume Szószeki (1867–1916)
- Izumi Kjóka (1873–1939)
- Nogucsi Jonedzsiró (1875–1947)
- Siga Naoja (1883–1971)
- Isikava Takuboku (1886–1912)
- Tanizaki Dzsunicsiró (1886–1965)
- Akutagava Rjúnoszuke (1892–1927)
- Josikava Eidzsi (1892–1962)
- Micuharu Kaneko (1895–1975)
- Mijazava Kendzsi (1896–1933)
- Josija Nobuko (1896 – 1977)
- Kurosima Dendzsi (1898–1943)
- Cuboi Sigedzsi (1898–1975)
- Isikava Dzsun (1899–1987)
- Kavabata Jaszunari (1899–1972)
- Mijamoto Juriko (1899–1951)
- Cuboi Szakae (1900–1967)
- Oguma Hideo (1901–1940)
- Kobajasi Takidzsi (1903–1933)
- Isikava Tacuzó (1905–1985)
- Dazai Oszamu (1909–1948)
- Endó Súszaku (1923–1996)
- Abe Kóbó (1924–1993)
- Misima Jukio (1925–1970)
- Inoue Hiszasi (1933–2010)
- Óe Kenzaburó (1935–2023)
- Jamamoto Micsiko (1936–)
- Nakagami Kendzsi (1946–1992)
- Murakami Haruki (1949–)
- Murakami Rjú (1952–)
- Josimoto Banana (1964–)